# Wessel Lücke
Wessel Lücke (* 28. Dezember 1937 in Breslau; † 24. November 2022) war ein deutscher Basketballfunktionär. Er war Träger des Verdienstkreuzes am Bande des Verdienstordens der Bundesrepublik Deutschland.

## Laufbahn
Gemeinsam mit seinen Eltern verließ Lücke während des Zweiten Weltkrieges Breslau und kam 1944 nach Göttingen. In den 1950er Jahren kam er am örtlichen Felix-Klein-Gymnasium mit dem Basketballsport in Berührung. Er spielte für die Tuspo 61 Göttingen, ehe er zur TG 46 Göttingen wechselte, für die er in der seinerzeit höchsten deutschen Spielklasse, der Oberliga, spielte.
Lücke übernahm die Leitung der Basketballsparte der TG 46 und trainierte Jugendmannschaften. 1974 entstand aus der Zusammenlegung der Basketballabteilungen von TG 46 und Tuspo 61 die BG 74 Göttingen. Lücke war ab der Gründung im Jahr 1974 bis 2014 Vorsitzender der BG 74. 1975 führte er die Göttinger B-Jugend als Trainer zum Gewinn der Deutschen Meisterschaft, 1976 stieg die Herrenmannschaft der BG 74 unter Lückes Leitung als Trainer in die 2. Basketball-Bundesliga auf.
1979 gehörte Lücke zu den Gründern des Göttinger Miniturniers, das sich zum größten deutschen Basketball-Turnier für Kinder und Jugendliche der Mini-Altersklassen entwickelte. Wessel war von 1979 bis 2014 Organisationsleiter der jährlichen Veranstaltung.
Er gründete den Basketball-Kreisfachverband Göttingen und war als Funktionär in verschiedenen Ämtern, unter anderem Sportwart, Jugendwart und Rechtswart, Spielleiter und Minireferent tätig. Im Verband Regionalliga Nord leitete er von 1981 bis 1994 als Vorsitzender den Rechtsausschuss, im Niedersächsischen Basketballverband war er jahrzehntelang als Referent für Minibasketball und als Verantwortlicher für die Bestenspiele tätig.
Lücke studierte Rechtswissenschaft und war Richter an den Amtsgerichten Einbeck und Göttingen. Ab 1992 war er am Landgericht Halle als Vorsitzender für die Aufarbeitung von DDR-Unrecht in der Kammer für Rehabilitierungssachen tätig und leitete ab 1993 zusätzlich das Amtsgericht in Sangerhausen. 2001 ging er in den Ruhestand.

### Auszeichnungen
2009 wurde Lücke vom Deutschen Basketball Bund mit der Ehrennadel in Silber ausgezeichnet, 2008 erhielt er das Verdienstkreuz am Bande des Verdienstordens der Bundesrepublik Deutschland. Im Dezember 2014 ernannte ihn die BG 74 Göttingen zum Ehrenvorsitzenden, 2016 wurde er Ehrenmitglied des Niedersächsischen Basketballverbandes. Die Goldene Ehrennadel des Verbandes hatte er bereits 1988 verliehen bekommen.